# Antilope (Wappentier)

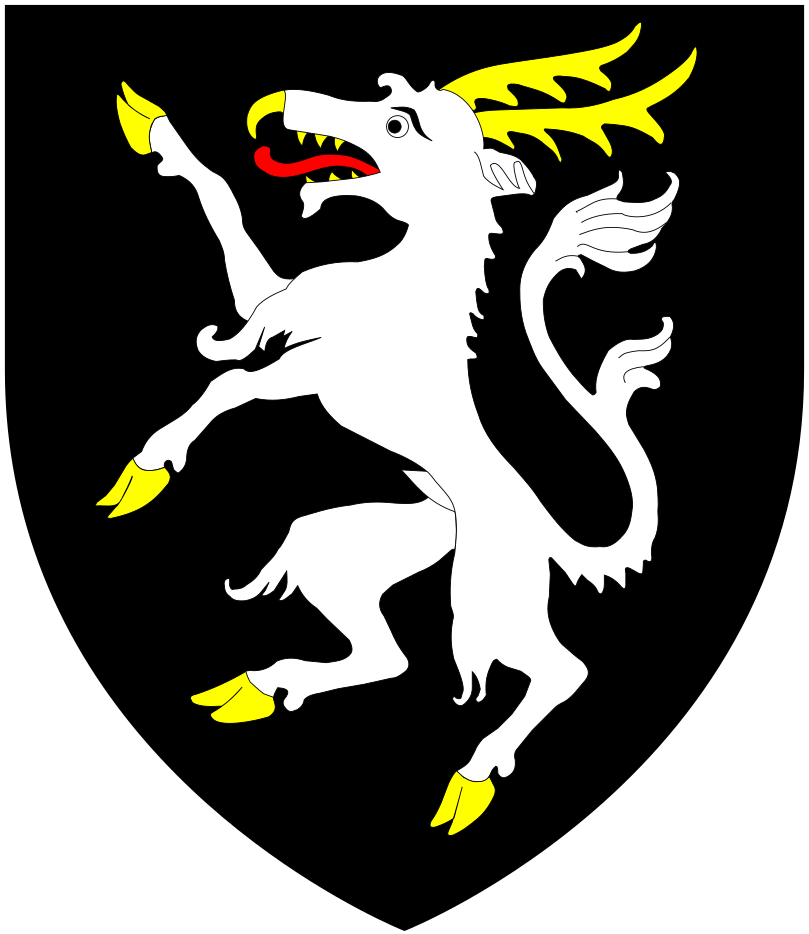
Heraldische Antilope im Wappen der Familie Harris of Cornworthy in Devon

Natürliche Antilope im Wappen der Oranjefluss-Kolonie

Die Antilope ist in der Heraldik ein Wappentier mit besonderer Verbreitung im englischen Wappenwesen.
Bei der seit dem Mittelalter verwendeten „heraldischen“ Antilope (lat. antalopus von gr. ἀνθόλοψ) handelt es sich um ein Fabeltier mit geraden Hörnern, dem Kopf wie ein Drache, dem Leib wie ein Hirsch und einem meist aufrecht gestellten Schweif. Die heraldische Antilope hat insofern kaum Gemeinsamkeiten mit der natürlichen Antilope, für die dieser Begriff erst seit der frühen Neuzeit verwendet wird.
In moderneren Wappen kommen auch Darstellungen der natürlichen Antilope im Wappenschild oder als Schildhalter vor, dann meist unter Verwendung der natürlichen Farbe, was einen Stilbruch zur in klassischer Heraldik üblichen Tingierung mit sich bringt.